# Campo volcánico de Meidob
Campo volcánico de Meidob es un campo volcánico alcalino, con cenizas volcánicas en el extremo noreste de la provincia volcánica de Darfur en el oeste del país africano de Sudán, junto al campo volcánico de Kutum. Cubre un área de 5000 km², con cerca de 700 salidas del Cenozoico tardío. El campo volcánico se formó sobre un basamento precámbrico con rocas ígneas y metamórficas y se alarga en dirección este-oeste. La parte central del campo se compone de pequeños flujos de lava. Las primeras erupciones fechadas son de hace unos 5000 años que produjeron un anillo de tobas y un flujo de lava.